# Rheobatrachus
Rheobatrachus là một chi động vật lưỡng cư trong họ Myobatrachidae, thuộc bộ Anura. Chi này có 2 loài và 100% đều đã tuyệt chủng. Chi ếch này là loài bản địa Queensland, Australia, chi này chỉ gồm hai loài. Cả hai loài này đều bị tuyệt chủng vào giữa những năm 1980. 
Sau khi trứng được thụ tinh, con cái sẽ nuốt chúng. Nòng nọc sẽ phát triển trong dạ dày của ếch mẹ trong ít nhất sáu tuần. Trong khoảng thời gian đó, ếch mẹ sẽ không ăn bất cứ thứ gì cho đến khi ếch con được sinh ra và bắt đầu sinh trưởng ở vùng nước nông. Các nhà khoa học thuộc Đại học New South Wales thông báo vào tháng 3 năm 2013 rằng họ sẽ nhân bản vô tính loài ếch này, trong dự án được gọi là "Dự án Lazarus", lấy trứng ếch từ loài ếch Great Barred, loài ếch họ hàng xa với Rheobatrachus silus. Các nhà khoa học đã rút nhân của những trứng ếch này và thay thế nó bằng nhân của loài ếch đã tuyệt chủng bằng kỹ thuật chuyển giao hạt nhân Soma-cell (SCNT), cơ sở của việc nhân bản cừu Dolly, và gần đây là nhân bản ra 581 con chuột từ một con chuột ban đầu.

## Hình ảnh

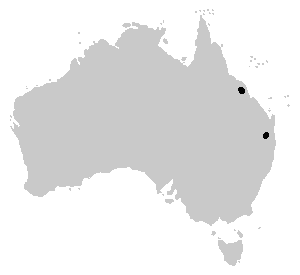